# Воскресинці
Воскреси́нці — село в Україні, у Рогатинській міській громаді Івано-Франківського району Івано-Франківської області.

## Географія
Розташоване між двома безіменними протоками, що зливаються та впадають в річку Свірж. Серед місцевого населення не вживали назв цих потоків: можливо, що на якихось топографічних картах зазначено ці назви. Річка Свірж пропливає поміж Васючином і Воскресинцями в напрямі на схід і південний схід, далі знаходяться Підмихайлівці і Григорів, потім Журів.
На захід від Воскресинців за 2 км., знаходяться два села Ходорівської МГ,Стрийського району, Львівської області — Сугрів і Вербиця, майже на північ — село Княгиничі. Село Воскресинці розташоване за 19 км на північний захід від центру територіальної громади м. Рогатин, за 15 км від залізничної станції Букачівці та за 18 км від вузлової станції Ходорів. Через село проходить автомобільна автодорога обласного значення: Більшівці — Княгиничі. Саме село оточене зі сходу, півдня і півночі великими ланами, сіножатями і лісом.
За річкою Свірж простягається невисокий хребет горбів, вкритий мішаним лісом.

## Історія
Перші поселенці на території с. Воскресинці появилися ще наприкінці III на початку II тисячоліття до н. е. Тут проживало декілька племінних груп пастуших племен. В XV—XII ст. до н. е. тут жили племена Комарівської культури, а в III ст. н. е. тут жили племена Липецької культури. Основним заняттям наших предків було землеробство. Сіяли пшеницю, овес, ячмінь, жито, біб. З технічних культур сіяли коноплю, з насіння якої виробляли олію, а з стебел ткали полотно. Займались наші предки і скотарством. На луках випасали овець, корів.
Поступово з невеликого хутора виросло село, яке в давнину називалося Білий Камінь. Воскресінці згадуються 22 червня 1439 року у протоколах галицького суду.

### Перекази
За переказами старожилів тут добували білий камінь, від якого і пішла назва села. На території сучасного села збереглася гора Камінець, яка підтверджує дану версію. Старожили села згадують. Що до І світової війни до гори «Камінець» була прокладена вузькоколійка і там добували алебастер, який возили у Відень, Прагу, Будапешт. Перша письмова згадка про село Воскресинці припадає на 1440 рік. У період середньовіччя територія села піддавалася неодноразово нападам татарських завойовників. Підійшовши сюди, вони по-варварськи знищили село. Було спалено і церкву оригінальної дерев'яної архітектури, яка була збудована в урочищі «Гай». Після цього село занепало, а згодом почало відбудовуватися, ніби «воскресати», від чого пішла нова назва «Воскресинці».
Цікава топоніміка села, з якої також можна довідатися про історію села. Ось, наприклад, урочище «Гай», «Загайки», «Кечері», «Копані», «Горбатий лан», «Острів», «Дорожні ниви», які свідчать про інтенсивне заняття жителів с. Воскресинці сільським господарством. Недалеко від села знаходиться урочище «Підзамче». За переказами тут у XV ст. Стояв замок. З усіх сторін він був оточений валом і ровом, заповненим водою. Власник замку володів навколишніми селами. Під час чергового нападу татар замок було зруйновано, але досі зберігається пагорб, навколо якого видно сліди рову і насипу, можливо, ще збереглися там залишки мурів. Після спалення церкви в урочищі «Гай» жителі села побудували в 1863 році нову дерев'яну церкву, яка носить ім'я Івана Богослова.

### Австрійський період
На основі першого поділу Польщі 1772 територія села потрапила під владу Австрійської Імперії, але тут і дальше всіма справами розпоряджалися поляки. За їх панування селянам жилося важко. Вони змушені були відробляти панщину, виконувати громадські роботи, платили оброки. Але після переходу села під Австрію жити стало дещо легше. Із своїми справами вони могли тепер звертатися до суду, займатися культурною діяльністю. При церкві було відкрито першу школу. Почалася просвітницька діяльність. В 1848 році в Австрії відбулася революція. Цісар скликав парламент і проголосив скасування панщини. Жителі с. Воскресинці з великою радістю зустріли цю звістку. На пам'ять про скасування панщини в селі було поставлено Пам'ятні Хрести, які стоять досі біля осель Михайла Презляти та Гнип Валентини.
1885 землями Воскресинці заволодів Юліян Тустановський. Дідич був заможним чоловіком. У його володіння входили села Журів, Підмихайлівці, Воскресинці, Васючин і Княгиничі. Походив з українського боярського роду, але зрікся свого релігійного обряду і прийняв римо-католицький. Мав три сини: Михайла, Стефана і наймолодшого Юліяна, що був старшиною при австрійському війську. Юліян вів безтурботне життя, пив, гуляв, і повернувшись додому, помер від венеричної хвороби на 30-у році життя. Найстарший син Михайло одержав у власність Підмихайлівці, середущий Стефан,- Журів, інші села залишив собі старий пан, який на той час вже був вдівцем і жив у гарному дворі у Воскресинцях. В 1912році син Юліяна Тустановського Стефан Тустановський збудував в селі великий двоповерховий палац, який складався із 44 кімнат. Територія палацу була надзвичайно гарно впорядкована. Тут росли рідкісні квіти, дерева і кущі з багатьох країн світу. Хоч в Галичині польські урядовці намагалися полонізувати український народ, проте національна свідомість зростала. Хоча пан Тустановський був поляк, але він займався благодійницькою діяльністю. Значні кошти він виділяв на місцеву церковну громаду.
1900—1914 священиком був парох с. Васючин Бачинський, українського походження, греко-католицької віри. Похований Бачинський на кладовищі в с. Васючин. Діти його зараз проживають в США і Канаді. Після смерті Бачинського сорок років очолював церковну громаду в с. Воскресинці отець Василь Теодорович Сайкевич(1883—1956 рр)- палкий український патріот родом з Радехова Львівської області. Дружина отця Сайкевича Володимира походила з роду Тарнавських. У часи національно-визвольних змагань отець Сайкевич піклувався про її учасників. Він переховував багатьох учасників національно-визвольних змагань, яких переслідували поляки. У його резиденції переховувалися Мирон Тарнавський, Михайло Левицький, Степан Сенишин, Іван Гнип, та інш. Під керівництвом о. Сайкевича діяла молодіжна організація «Січ», у яку входили молодь села Воскресинці, Васючин, Підмихайлівці. Організацію «Січ» навіть відвідав сам доктор К. Трильовський. Польська поліція знала, що Сайкевич є родичем генерала Тарнавського і 20липня1920року під час обшуку арештувала Мирона Тарнавського в помешканні о. Сайкевича. 29 червня 1938 року у Львові Мирон Тарнавський помер. Це було велике горе для родини Сайкевичів. На похоронах Мирона Тарнавського було багато людей с. Воскресинці, Рогатина, Васючина, Княгинин. На похороні був і сам о. В.Сайкевич. У 20—30-х роках XX ст. У селі проживало 914 українців, 20 поляків,7 євреїв. У селі була корчма, якою завідував єврей. У селі була 4-ох класна школа, у якій навчалося 135 дітей. Школу збудувала громада десь коло 1927 року. Після смерті пана Тустановського, який похований, за 200 метрів від палацу.(могила збереглася до сьогодні) Майно перейшло до його дружини. 1937—1939 роки в палаці розміщалася школа і клуб. 1938 року громада села почала будувати клуб-читальню, який простояв у початковому вигляді до 2012 року. Літом 2012 року почалась реконструкція клуба-читальні.
Вояки УГА
Вербовський Іван Михайлович — 1899 р.н., Стрілець УГА. Член Товариства «Просвіта», член ОУН.
v  «Герої стрілецького чину. До 100-річчя Січового стрілецтва»- Івано-Франківськ, Місто НВ,2014;

### Польський період
В 1928 році в селі було засновано осередок «Просвіти». Активними членами «Просвіти» були Кіт Степан, Панчишин Стах, Вербовський Іван, Степан Заставний, Євстахій Дремлюх, Іван Бойко, Павло Логай, Михайло Осташ. При «Просвіті» нелегально існувала організація Українських націоналістів. Старостою був член ОУН Омелян Генжак, комендантом самооборони і варти призначено Володимира Галяса, його помічником Андрія Лябигу. В 1937—1938 роках почалася друга еміграція селян з села Воскресинці. До Аргентини виїхав Топурко Павло, Логай, Кузь. Гладій Михайло Григорович виїхав на Поділля, де був заарештований і відправлений в Сибір.
У 1939 році в селі проживало 1180 мешканців (990 українців, 150 поляків, 30 латинників, 10 євреїв).
В 1939 році, як і все населення Прикарпаття, селяни села Воскресинці зустрічали своїх визволителів(так вони думали) радянські війська. На початку війни із села молодих хлопців мобілізують до Радянської Армії. Тоді в армію забрали Дитиняка Ониська, Шнура Юзека, Поврозника Івана, Романків Дмитра. Вони з війни так і не повернулись.

### Друга світова війна
Палац Тустановського проіснував до 1944 року. 1944 року, щоб не дати можливості використати його для розміщення гарнізону НКВД, за наказом ОУН зруйнований. Велику просвітницьку роботу проводив «Братський будинок». Тут збиралася свідома молодь, ставили концерти, вистави, читали книжки. О.Сайкевич з числа молоді сіл Васючин і Воскресинці в 1927 році організував хор «Четар».
Німці зайняли село в серпні 1941 року. На цей час в селі нікого із представників радянської влади не було. У селі появилося спочатку 8 німців на велосипедах. Приїхали вони із сусіднього села Вербиця. Зупинилися на Оболоні.
казали, щоб дали їм напитися води. Перш ніж пити, заставили, щоб спочатку випили селяни. Потім посідали на велосипеди і направились до Васючина. Один з німців відстав, бо в нього поламався велосипед. У цей час із сторони села Підмихайлівці возами виїжджали залишки радянського війська. Перевозили якийсь склад зброї. Руських було десь до 48 чоловік. Цей один німець почав перестрілку проти 48 чол., а потім до нього приєднались ще 7 німців. У перестрілці було вбито російського лейтенанта.
Тепер, коли до влади в селі прийшли німці, той же радгосп було перейменовано на легеншафт. Управителем у ньому був Бойко Петро. Під час німецької окупації на хуторі Раківці було вбито одного німця. Німці влаштували каральну операцію, під час якої було схоплено і взято під арешт декілька чоловік із села. Серед них Осташ Стах, Александрович Микола, Войнарович Михайло, Парапура Степана. У селі діяла організація українських націоналістів. Дремлюх Стах Петрович призначений станичним. До організації входили Осташ Михайло, Левицький Михайло, Осташ Петро, Гладій Петро, Лябига Степан, Лябига Андрій, Галяс Степан, Павлів Петро, Петрів Роман, Ворона Михайло, Орлик(псевдо), Береза(псевдо). Великий бій відбувся на свято Петра і Павла 12 липня 1944 року в урочищі «Закулків гай» села Воскресинці між енкаведистами і ОУН.
Члени ОУН на території села активно займалися агітаційною роботою. У господарстві Гладія Степана, у стодолі, виготовляли антирадянські листівки, які розповсюджували не тільки в своєму селі, але і в навколишніх селах колишнього Букачівського району. Особливо лютували енкаведисти при викритті криївки в господарстві Осташа Дмитра. У цій криївці, довжиною приблизно до 150 м, у двоповерховому тунелі переховувалися три хлопці: Осташ Федір, Береза та Орлик. Найлютіші погрози не могли вплинути на мужніх хлопців. Тоді енкаведисти з люті підірвали цю криївку. Коли вони пішли геть, люди, що зібралися тут, були переконані, що ніхто вже не лишився у криївці живий. Мати Осташа першою кинулася в середину криївки. Тут вона виявила, що два хлопці живі. Це був її син Дмитро і Береза. Хлопців витягли із криївки, вони були без свідомості. Бракувало кілька секунд і гази, які виділялися від розриву міни, були б їх задушили. Пізніше люди дізналися про долю третього героя Орлика. Він вирішив, що ніякої гарантії немає вибратися на волю із криївки, щоб не потрапити в руки ворогу, сам застрелився. Його могила знаходиться на кладовищі с. Воскресинці. В 1945 році також були викриті криївки в Дремлюха Стаха, 1947 році викрито криївку Носика Володимира. Після того, як енкаведисти більш-менш розправилися із членами організації, розпочалося гоніння за їхніми родинами. Господарства сімей, які були зв'язані з ОУН, було конфісковано, а сім'ї переховувалися. Ось як згадує очевидець цих подій Осташ Федір."Всі люди були настроєні так, що радянські солдати прийдуть і визволять нас від Польщі. Україна тоді буде вільною. Молоді хлопці зробили браму, почепили вгорі жовто-синій прапор. Старший війська, побачивши прапор, дав команду негайно його зняти. Люди питали, який чіпати. Він відповів, що «червоний».
Замість польського панського фільварку за радянської влади виник радгосп. Крім робіт у полі, зимовий сезон тут і далі продовжувала працювати ґуральня. Головою сільської ради було призначено Ген жака. У панському палаці відкрито школу. У програму ввели вивчення російської мови, прислали вчителів Фріч і Пронь, які вчили російську мову. 1950 року було відкрито семирічну школу. Директор школи Кривенко Володимир. За активну співпрацю з ОУН він був заарештований і відбував покарання в Сибіру, після чого вже в село не повернувся. У жовтні 1947 року були вивезені з села в Сибір: Лябига Василь Андрійович, його син Петро (в Омськ), де вони пробули до 1960 року. Дремлюх Марія з сином Богданом (Омськ). А другого дворічного сина вдалося їй заховати і залишити на чужих людей в селі. Повернулися в село в 1960 р. Було вивезено зовсім не причетного до ОУН Галяса Григорія і його сина.
Для села яскравою сторінкою залишається боротьба одного із односельчан Осташа Федора Дмитровича. Він був активним борцем за Україну від 16-річного віку. Так сталося, що він попадає на службу в дивізію СС Галичина. Три роки проходить навчання у Франції. Після цього загін із 22 чоловік, у якому був і Осташ, перекидають на Україну. Бере участь в боях аж до Києва. З-під Києва відходить в ліс, пов'язує свою долю з партизанською боротьбою. Після повернення додому його судять на 20 років. Заслання відбуває у Воркуті на важких роботах у шахті. Відсидів у Воркуті 10 років 3 місяці і 6 днів. Подаємо кільканадцять прізвищ мешканців нашого села, які загинули в боях з енкаведистами і смерчем: Гладій Іван, Гладій Петро, Галяс Степан(син), Гулян Іван, Дремлюх Іван, Дремлюх Стах, Клапко Степан, Лябига Андрій, Лябига Степан, Осташ Михайло, Осташ Петро, Павлів Петро, Петрів Роман. Загинули у Воскресинцях громадяни з інших місцевостей: Ворона Михайло з Княгинин, Катола Іван, Катола Степан- два брати із Сугрова, Орлик з Херсона. Їх могили знаходяться на сільському цвинтарі.
Після ІІ світової війни на територію с. Воскресинці прийшли знову радянські порядки. У селі було засновано колгосп ім..Фрунзе. Довгі роки головою колгоспу був Іван Петрович Шпарик-.25-ти тисячник, добрий керівник і вмілий організатор радянської політики на наших землях. Колгосп став передовиком виробництва с\г продукції завдяки титанічній праці селян сіл Воскресинціта Васючин, а доярка нашого села Стефанія Федюк була нагороджена орденом "Жовтневої революції"І. П. Шпарик дбав проте і про розвиток культури. При сільському клубі було організовано великий хоровий колектив (120 чоловік) під орудою М. І. Презляти, який першим у районі був запрошений для виступу на Львівському телебаченні.
Перелік жителів с. Воскресінці, які були мобілізовані під час німецько-радянської війни:
1. Галяс Іван Степанович — 1923 р.н.- загинув у бою 24.02.1945 р., похований в м. Рундендорф, Вроцлавське воєводство, Польща.
2. Гладій Петро Васильович — 1910 р.н.- пропав безвісти у вересні 1944 р.
3. Дитиняк Онисій Михайлович — 1907 р.н. мобілізований у 1941, пропав безвісти у 1944 р.
4. Кіт Дем'ян Семенович — 1919 р.н. — загинув у бою 11.03.1944 р. похований в с-щі Пидрасаар-Кюнчас, Нарвський р-н., Естонія.
5. Левицький Петро Васильович — 1922 р.н. — пропав безвісти у 1944 р.
6. Осташ Гаврило Дмитрович — 1905 р.н. — пропав безвісти у листопаді 1944 р.
7. Осташ Микола Пилипович — 1915 р.н. — помер від ран 27.03.1945 р. Похований в м. Глівице, катовіцьке воєводство, Польща.
8. Поврозник Іван Ілліч — 1908 р.н. — мобілізований у 1941, пропав безвісти у 1944
9. Пражмовський Фелікс Йозефович — 1923 р.н. — загинув у бою 15.03.1945 , похований в м. Колобжег, Польща.
10. Романенко Петро Ілліч — 1913 р.н.- загинув у бою 24.01.1945, похований с. Райнсдорф поблизу м. Тарнув, Польща.
11. Романків Дмитро Миколайович — 1910 р.н. — мобілізований 22.06.1941, пропав безвісти у жовтні 1944 р.
12. Федюк Михайло Семенович — 1920 р.н. — помер від ран 25.02.1945, похований в с. Кобертвіц, поблизу м. Олава, Вроцлавське воєводство, Польща.
13. Федюк Федір Семенович — 1919 р.н.- мобілізований у 1941, подальша доля невідома.
14. Шнир Йосип Микитович — 1912 р.н.- мобілізований у 1941, пропав безвісти у 1944 р.

v «Івано-Франківська область. Книга пам'яті України», у трьох томах, том 2, Львів, Каменяр, 1998;
Загинули в боротьбі з комуністичним режимом:
1. Галяс Степан Петрович — 1923 р.н.- вояк УПА ,Прічка, загинув 03.03.1945, Тернопільська область.
2. Дремлюх Євстахій Петрович — 1913 р.н. — станичний ОУН, загинув 13.12.1945.
3. Дремлюх Іван Васильович — 1927 р.н. — вояк УПА, Щука, загинув 07.04.1945 в с. Колоколин Рогатинського району.
4. Лябига Степан Васильович — 1924 р.н. — охоронець кущової ОУН, Бистрий, загинув 29.10.1950 в с. Воскресінці Рогатинського району.
5. Лябига Андрій Васильович — 1922 р.н. — сприяв національно-визвольному руху. Загинув у 1940 р. у в'язниці м. Рогатин.                                       # Осташ Михайло Петрович — 1912 р.н. — член СКВ, загинув у 1945 в с. Воскресінці.
6. Осташ Петро Іванович — 1933 р.н.- стрілець боївки кущової ОУН, Михайлик, загинув 23.12.1950 в с. Княгиничі Рогатинського району.

v  Реабілітовані історією. Івано-Франківська область" у 2 томах, том 2 Місто-НВ, 2004;
v  «Жертви сталінського терору на Прикарпатті (1939—1941 р.р)», у 2 томах, том 2, Місто-НВ, 2016.
Вихідці з с. Воскресінці, які були репресовані у повоєнний період
1.   Бойко Петро Семенович- 1985 р.н. українець, освіта початкова. Проживав у Польщі. Заарештований 14.10.1947. Звинувачення: відмовився від репатріації. Військовим трибуналом гарнізону м. Нойштетін (Польща) 09.12.1947 засуджений на 25 років позбавлення волі та 5 років пораження в правах із конфіскацією майна. Реабілітований 13.07.1993 (12149 П).
2.   Галяс Василь Іванович — 1907 р.н., українець, малописьменний. Проживав нелегально, Заарештований 04.03.1946. Звинувачення: вояк УПА, псевдо — Гора. Військовим трибуналом військ МВС Станіславської області 28.08.1946 засуджений на 20 років позбавлення волі та 5 років пораження в правах із конфіскацією майна. Реабілітований 10.10.1991. (6340 П).
3.   Галяс Петро Іванович- 1901 р.н. , українець, освіта початкова, Проживав у с. Воскресінці, селянин. Заарештований 25.04.1946. Звинувачення: вояк УПА (сотня Зеленого), псевдо — Когут. Військовим трибуналом військ МВС Станіславської області 17.07.1946 засуджений на 15 років каторжних робіт і 5 років пораження в правах із конфіскацією майна. Загинув 10.03.1948 в ув'язненні. Місце поховання невідоме. Реабілітований 23.03.1993. (11272 П).
4.   Галяс  Степан Якович — 1897 р.н. с. Васючин, українець, освіта початкова. Проживав у с. Воскресінці, колгоспник. Заарештований 23.09.1950. Звинувачення: збирав продукти  й гроші для УПА, розповсюджував біфони. Військовим трибуналом військ МВС Станіславської області 06.01.1951 засуджений на 25 років каторжних робіт і 5 років пораження в правах із конфіскацією майна. Реабілітований 03.12.1992. (10436 П).
5.   Генжак Михайло Омелянович — 1922 р.н., українець, освіта початкова. Проживав нелегально. Заарештований 14.02.1946. Звинувачення: вояк УПА, псевдо — Лесько.  для УПА, розповсюджував біфони. Військовим трибуналом військ МВС Станіславської області 12.08.1946 засуджений на 10 років позбавлення волі Реабілітований 23.09.1991. (5993 П).
6.   Гладій Михайло Степанович — 1926 р.н., українець, освіта початкова. Проживав у с. Воскресінці, селянин. Заарештований 20.04.1950. Звинувачення: гроші і зерно для ОУН. Військовим трибуналом військ МВС Станіславської області 10.08.1950 засуджений на 25 років позбавлення волі та 5 років пораження в правах із конфіскацією майна. Реабілітований 18.05.1994. (14064 П).
7.   Дронь Михайло Степанович — 1919 р.н., українець, освіта початкова. Проживав нелегально. Заарештований 23.11.1949. Звинувачення: сприяв членам ОУН. Військовим трибуналом військ МВС Станіславської області 09.09.1950 засуджений на 25 років позбавлення волі та 5 років пораження в правах із конфіскацією майна. Загинув 26.06.1954 в ув'язненні. Місце поховання невідоме. Реабілітований 12.03.1993. (7149).
8.   Дронь Петро Максимович — 1905 р.н., українець, освіта початкова. Проживав у с. Воскресінці, селянин. Заарештований 18.04.1949. Звинувачення: сприяв воякам УПА. Військовим трибуналом військ МВС Станіславської області 09.09.1950 засуджений на 25 років позбавлення волі та 5 років пораження в правах із конфіскацією майна.. Реабілітований 12.03.1993. (7149).
9.   Кащин Василь Петрович  – 1904 р.н., українець, малописьменний. Проживав нелегально. Заарештований 04.03.1946. Звинувачення: вояк УПА, псевдо — Заведій.  Військовим трибуналом військ МВС Станіславської області 25.06.1946 засуджений на 20 років позбавлення волі та 5 років пораження в правах із конфіскацією майна. Реабілітований 10.10.1991. (6340 П).
10. Кізан Євстахій Савелійович  – 1899 р.н., українець, малописьменний. Проживав у с. Воскресінці, селянин.. Заарештований 24.04.1946. Звинувачення: вояк УПА (1944),.  Військовим трибуналом військ МВС Станіславської області 08.07.1946 засуджений на 10 років позбавлення волі. Реабілітований 26.01.1990. (5011 П).
11. Логай Василь Павлович — 1929 р.н., українець, освіта початкова. Проживав у с. Воскерсінці, селянин. Заарештований 17.11.1950. Звинувачення: зв'язковий станичної ОУН, збирав продукти для ОУН, поширював листівки антирадянського змісту.  Військовим трибуналом військ МВС Станіславської області 03.02.1951 засуджений на 25 років позбавлення волі та 5 років пораження в правах із конфіскацією майна. Реабілітований 08.10.1992. (9915 П).
12. Логай Михайло Антонович — 1901 р.н., українець, малописьменний. Проживав у с. Воскерсінці, селянин. Заарештований 07.03.1949. Звинувачення: сприяв членам ОУН. Військовим трибуналом військ МВС Станіславської області 09.09.1950 засуджений на 25 років позбавлення волі та 5 років пораження в правах із конфіскацією майна. Реабілітований 12.03.1993. (7149 П).
13. Лябига Микола Антонович — 1913 р.н., українець, освіта початкова. Проживав у с. Воскерсінці, голова сільради. Заарештований 14.12.1950. Звинувачення: інформатор станичної ОУН.   Військовим трибуналом військ МВС Станіславської області 24.02.1951 засуджений на 25 років позбавлення волі та 5 років пораження в правах із конфіскацією майна. Реабілітований 13.03.1992. (8159 П).
14. Осташ Федір Дмитрович — 1915 р.н., українець, малописьменний. Проживав нелегально. Заарештований 17.03.1946. Звинувачення: вояк УПА, псевдо — Зелений.   Військовим трибуналом військ МВС Станіславської області 25.06.1946 засуджений на 20 років позбавлення волі та 5 років пораження в правах із конфіскацією майна. Реабілітований 10.10.1991. (6340 П).
15. Хома Степан Михайлович — 1927 р.н., с. Воскресінці, українець, освіта початкова. Проживав у с. Приозерне, боєць винищувального батальйону. Заарештований 10.07.1950. Звинувачення: мав зв'язок із ОУН.   Військовим трибуналом військ МВС Станіславської області 04.08.1950 засуджений на 25 років позбавлення волі та 5 років пораження в правах із конфіскацією майна. Реабілітований 10.10.1991. (6293 П).
16. Шевчук Пилип Тимофійович — 1915 р.н., українець, освіта початкова. Проживав у с. Воскресінці, селянин. Заарештований 15.03.1946. Звинувачення: переховував дві гвинтівки членів ОУН.   Військовим трибуналом військ МВС Станіславської області 25.06.1946 засуджений на 10 років позбавлення волі та 3 роки пораження в правах із конфіскацією майна. Реабілітований 10.10.1991 (6340 П).
v  (Реабілітовані історією. Івано-Франківська область, том 4. Місто-НВ 2002).

### Друга радянська окупація
У клубі ставилися вистави, відзначалися Шевченківські дні: з особливим успіхом проходили вистави української класики «Сватання на Гончарівці», «Назар Стодоля», «Тарас Бульба» та інші. Активну роль у формуванні молодого покоління займала школа. Багато років директором Воскресинцівської семирічної школи був Пархуць Степан Михайлович. Після нього директором школи 20 років була Валентина Іванівна Гнип. За цей час було побудовано другий корпус семирічної школи, де навчалися учні початкових класів. На сьогоднішній день в цьому приміщенні знаходиться фельдшерсько-акушерський пункт та Воскресинцівська сільська рада.
В 60—70 рр. Почався розгул русифікації та атеїзму. З наказу влади зокрема було закрито церкву Івана Богослова в с. Воскресинці і жителі змушені були відвідувати Богослужіння в с. Васючин. Громада села дуже болісно переживала цей період, проте знайшлися люди, які підтримували українські давні традиції та організовували Вертепи на Різдво, співали гаївки на Великдень. Ініціаторами цих дійств були Курпіта Володимир, Клапко Стах, Галяс Юлія, Михалків Юлія, Курпіта Стах, Логай Богдан. Громада с. Воскресинці постійно зверталася до влади з проханням про відкриття церкви. І Господь Бог почув їхнє прохання. 1988 року церква Івана Богослова була відкрита для Богослужіння. Громада нашого села досі завдячує великій патріотичній діяльності в цей час о. Ореста Шеремети, проповіді якого були високопатріотичні і гуманні. Це притягувало до Божого храму парафіян.
При в'їзді всело милує око новозбудована капличка. Ініціатором і організатором будівництва був місцевий житель Дремлюх Андрій. Капличку було побудовано на кошти громади с. Воскресинці.. Пожертву на будівництво кринички біля каплиці внесла родина Сави Романківа.
О.Шеремета вперше після довгого розгулу атеїзму почав залучати до церкви дітей, готував їх до Першого Причастя, разом з Презлятою М. І. організував дитячий хор духовної пісні. Його добрі починання продовжили священики Михайло Томич, який вперше в с. Воскресинці провів велику Християнську місію за участю проповідників, духовенства, сестер Василіанок і жителів навколишніх сіл, та Іван Петляк, за якого було відкрито духовну світлицю у Воскресинцівському НВК.
При школі було організовано молодіжну організацію «Пласт», яка неодноразово брала участь в районних і обласних зльотах пластунів. Добру справу виховання дітей продовжує і о. Мирослав Чемний, який очолив парафію у 2008 році. Він проводить відправи у шкільній світлиці, читає лекції для старшокласників на духовну тематику. Велике значення у відродженні народних традицій і звичаїв належить місцевому осередку «Просвіта». Найактивнішими членами осередку стали вчителі місцевої школи. Саме «просвітяни» засівають добірне зерно у відродження рідної мови. Головами осередку «Просвіта» за роки незалежності були Марія Василівна Гнат та Юліан Йосипович Гулик. Члени «Просвіти» готують відзначення Шевченківських свят, збирають місцеві звичаї і обряди. Під час Різдвяних свят радує око сільський вертеп, який неодноразово брав участь та перемагав у районних конкурсах вертепів.

### Визволення від СРСР
У 1989 році в с. Воскресинці біля церкви Івана Богослова була відкрита символічна могила жертвам політичних репресій. Кожного року в дні національних свят збираються жителі села, молодь, діти і вшановують тих, хто боровся за волю України та віддав за неї своє життя. На могилі ніколи не в'януть живі квіти, до неї приходять внуки і правнуки героїв, що свято бережуть пам'ять про своїх предків та їх немеркнучу славу.
24 серпня 1991 року Верховна Рада УРСР прийняла Акт проголошення незалежності України. Люди села, особливо старше покоління, зустріли його з великою радістю і надією, що нарешті прийшла сподівана воля,, за яку боролися наші прадіди, діди, батьки, брати і сестри. Цей день назавжди залишиться в пам'яті молоді, дітей та дорослих. Адже цього дня вшановували всіх тих, що загинули за волю України і тих, що дожили до цього світлого дня. Серед них і довголітній в'язень сталінських таборів, член ОУН, учасник дивізії «Галичина» Осташ Федір та 6-ти річний в'язень Лябига Микола, яким випала честь зустріти незалежність разом зі своїми односельчанами. Нарешті люди перестали боятися політичних репресій, вільно співати українські пісні, згадувати правдиву українську історію. Над державними установами яскраво замайорів синьо-жовтий стяг. Не одне покоління жителів села боролося за своє рідне слово, за народні традиції і обряди, за правдиву історію. Люди зі сльозами на очах зустрічали День незалежності своєї рідної держави.
З приходом волі і незалежності в с. Воскресинці була відкрита і своя сільська рада(1993 р.).Першим головою її було обрано Гнипа Мирослава Герасимовича, а секретарем Гладій Катерину Володимирівну, бухгалтером- Логай Юлію Стахівну.
Жителі с. Воскресинці були учасниками Помаранчевої революції в м. Києві. Появились свої фермери-Левийький І. П.,Бирич М. В., підприємці-Гнип І. Т., ГалясІ. С., Бучма Л. П.
1 вересня 1986 року у селі в урочистій і святковій обстановці було відкрито нову Воскресинцівську школу-садок.(до цього часу діти навчалися в кількох приміщеннях). У новій школі-красиві, освітлені, просторі класи, великий спортзал, майстерні з обробки матеріалів. 2005 року 9-ти річна школа перейменована в Воскресинцівський навчально-виховний комплекс, у якому навчається 72 дітей та 23 виховуються в дитячому садку.
Навчально-виховний комплекс перетворився на громадсько-культурний центр с. Воскресинці. Вихованці садка та учні виховуються на славних традиціях українського народу. У школі діє дитяче громадське об'єднання «Галицька Січ». Кожного року в день створення УПА вНВК учнів 1-го класу приймають в козачата, організовують козацькі забави, проводять туристичний похід пам'ятними місцями села.
Під керівництвом вчителів учні беруть участь у пошуковій роботі. 29.09.1998 року школа стала призером Всеукраїнського конкурсу учнівських пошукових робіт « Слідами історії» на тему"Історія моєї школи". При школі організовано фольклорний ансамбль під керівництвом Женчук В. М. та Презляти М. І. 1989 року ансамбль був учасником ІІІ Республіканського дитячого фольклорного свята у м. Івано-Франківську. У лютому 2006 року школа відсвяткувала свій 20-ти річний ювілей. За цей період стіни школи покинуло 116 випускників, з них 35 –закінчили школу з відзнакою. Сьогодні в навчально-виховному комплексі працює 2 вихователі, 18 вчителів. Незмінним директором школи за останні 20 років є Гнат І. О.
Село активно розбудовується в сторону Григорова. За декілька років виросла нова вулиця, названа на честь нашого безсмертного кобзаря Т. Г. Шевченка, відкрито фельдшерсько-акушерський пункт, бібліотеку. Кожного року жителі села з великим ентузіазмом відзначають День незалежності України. 2009 року в нашому селі у святкуванні незалежності брав участь хоровий колектив села Пуків, призер міжнародних конкурсів під керівництвом Яреми Зварчука та Любомира Левківа. Радують око новозбудовані вулиці «Нова», «Лесі Українки», «Зелена». Сьогодні село Восересинці - це 649 мешканців, з яких 647 українців та 2-іноземці. Вони утримують 240 дворів, 405 га землі і своєю повсякденною копіткою працею примножують багатства нашого народу, і підносять велич української держави- ім'я якій Україна.
Багато жителів с. Воскресинці закінчили вищі навчальні заклади, працюють провідними спеціалістами в різних галузях економіки. Серед них можна відзначити таких, як Презлята Анатолій Михайлович-нині заступник директора «Кредо банку»(м. Львів), Коцовський Богдан Миколайович-кандидат фізико-технічних наук, директор департаменту компанії «Юнікон»(м. Москва).
Далеко за межами рідного села відомі імена наступних вихованців Воскресинцівської школи: Шеремет Олександр Мартинович (нар. 28 серпня 1942 року), закінчив Одеську аспірантуру, доктор природничих наук, вчений-селекціонер, працює в науково-дослідному інституті м. Одеса; Дронь Катерина Іванівна —кандидат філологічних наук, науковий співробітник Інституту Івана Франка НАН України, лауреат Премії Верховної Ради України найталановитішим молодим ученим в галузі фундаментальних і прикладних досліджень та науково-технічних розробок за 2014 р. за роботу «Міфологізм у художній прозі Івана Франка (імагологічний аспект)» (К., 2013).
12 червня 2020 року, відповідно до Розпорядження Кабінету Міністрів України № 714-р «Про визначення адміністративних центрів та затвердження територій територіальних громад Івано-Франківської області», увійшло до складу Рогатинської міської громади.
19 липня 2020 року, в результаті адміністративно-територіальної реформи та ліквідації Рогатинського району, село увійшло до складу новоутвореного Івано-Франківського району.

## Персоналії

### Померли
- Левицький Михайло — лицар Бронзового хреста бойової заслуги УПА.